# You'll Rebel to Anything
You'll Rebel to Anything treći je studijski album američkog electropunk sastava Mindless Self Indulgence. Album je objavljen 12. travnja 2005. godine, a objavila ga je diskografska kuća Metropolis Records.
Album je u mnogim kategorijama prvi album: prvi je studijski album sastava na kojem svira basistica Lyn-Z, prvi studijski album sastava koji ima alternativne verzije, prvi album sastava koji se popeo na Billboard ljestvicu, prvi album sastava koji je objavljen izvan SAD-a, prvi album sastava koji je objavljen i u čistoj inačici, prvi studijski album na koje se nalaze pjesme s albuma Pink i Alienating Our Audience, i prvi album sastava za čije su pjesme snimljene glazbeni videi.
Omot albuma je križ sastavljen od raznih kontrolera i igračih konzola; Nintendo GameCube, PlayStation, PlayStation 2, Xbox, Atari 2600, Nintendo Entertainment System, Super NES, Genesis, and the Power Glove. Omot japanskog izdanja je parodija omota albuma Another Mindless Rip Off.

## Popis pjesama
Tekstovi i glazba: James Euringer, osim "Tom Sawyer" koju su napisali Geddy Lee, Neil Peart, Alex Lifeson, Pye Dubois. 
| 1.    | »Shut Me Up«                                                 | 2:48 |
| 2.    | »1989«                                                       | 1:57 |
| 3.    | »Straight to Video«                                          | 3:44 |
| 4.    | »Tom Sawyer«                                                 | 2:24 |
| 5.    | »You'll Rebel to Anything (As Long as It's Not Challenging)« | 2:32 |
| 6.    | »What Do They Know?«                                         | 3:08 |
| 7.    | »Stupid MF«                                                  | 2:25 |
| 8.    | »2 Hookers and an Eightball«                                 | 2:17 |
| 9.    | »Prom«                                                       | 2:29 |
| 10.   | »Bullshit«                                                   | 2:41 |
| 24:24 |                                                              |      |

## Zasluge
Mindless Self Indulgence
- James "Little Jimmy Urine" Euringer – vokali, tekst, produciranje, aranžiranje, snimanje, programiranje
- Steven "Steve, Righ?" Montano – gitara, prateći vokali
- Lindsey Ann "Lyn-Z" Way – bas-gitara
- Jennifer "Kitty" Dunn – bubnjevi

Dodatni glazbenici
- Kenny Muhammad The Human Orchestra – beatbox (na pjesmi "La-Di-Da-Di")

Ostalo osoblje
- James Galus – produciranje, aranžiranje
- Gene Freeman – dodatno produciranje, inženjer zvuka, miksanje
- Sal Mormando – inženjer zvuka
- Will Quinnell – mastering
- Clinton Bradley – dodatni zvučni efekti
- Gary Baker – tehničar